# Peste antonine
On appelle peste antonine l’épidémie qui frappa l’Empire romain à la fin de la dynastie antonine, durant les règnes de Marc Aurèle et Commode, entre 165 et 190. Elle doit son surnom « antonine » à la dynastie qui dirigeait alors l'Empire romain : les Antonins. Les historiens anglais la nomment parfois aussi Galenic plague (« peste galénique ») du nom de Galien, le célèbre médecin de l'époque. Malgré son appellation de peste, il s'agissait probablement plutôt d'une fièvre hémorragique ou d'un typhus. Cette peste fait l'objet de débats quant à sa contribution au déclin de l'Empire romain.

## Sources
Il s’agit d’une des épidémies les mieux documentées de l’Antiquité. En comparaison, l'épidémie qui emporta l'empereur Titus, en 81, souffre de n'avoir pas d'informations suffisantes, de nombreuses données et documents étant perdus. Toutes les sources ne sont pas cependant d’égale valeur. L’Histoire Auguste nous décrit l’apparition de l’épidémie – ainsi qu’Ammien Marcellin – et ses ravages dans les armées romaines. Lucien raconte comment Alexandre le prophète de Glycon émit un oracle sur la peste. Aelius Aristide décrit la maladie. Orose mentionne aussi l’épidémie. Mais la description la plus intéressante se trouve dans les nombreux écrits médicaux de Galien, même si nous ne possédons plus le livre qu’il avait consacré à la peste. Dion Cassius et Hérodien décrivent une épidémie similaire qui frappa Rome sous Commode et qui est souvent considérée comme le retour de la première.
Des sources épigraphiques ont aussi été rattachées à l’épidémie. Une inscription d’Antioche a conservé le texte de l’oracle d’Alexandre. En revanche, il est difficile d’assurer que tout ou partie des oracles de Claros mentionnant une épidémie se rapportent bien à la peste antonine et non à une épidémie locale moins importante antérieure ou postérieure. Il est encore plus difficile d’associer d’autres inscriptions à cette épidémie.
On peut aussi espérer retrouver des traces archéologiques de l'épidémie et de ses effets notamment à travers les sépultures, les changements importants dans la densité de l'occupation humaine ou dans la production des artefacts (révélant une baisse démographique importante), il est toutefois difficile dans ces cas d'arriver à des certitudes.
De nombreuses données historiques de cette épidémie furent perdues lors du Sac de Rome en 410, au cours duquel de nombreuses archives impériales furent détruites par les Wisigoths.

## Historique
D’après certaines sources, l’épidémie se déclara lors de la prise de Séleucie du Tigre par les troupes de Lucius Verus menées par Avidius Cassius en 166. Les légionnaires auraient mis à sac le temple d'Apollon à la Longue chevelure d'où se serait alors dégagé un nuage toxique. L’historiographie antique a insisté sur cet événement, et a été souvent reprise par les historiens modernes et contemporains, l’idée étant parfois avancée que le déclenchement de l’épidémie entraîna le retrait romain. Cependant celui-ci s’explique mieux par la situation militaire, et l’impossibilité d’occuper une ville pillée. Les difficultés rencontrées au retour par l’armée romaine s’expliquent aussi par des problèmes de ravitaillement. Il est certain en revanche que les importants déplacements de troupes qui eurent lieu durant ces années purent diffuser l’épidémie avec une plus grande ampleur.
D’Orient, la peste se diffusa donc dans de nombreuses provinces. En Égypte, les papyrus ont conservé la trace de ses ravages : le village de Soknopaiou Nessos est presque entièrement dépeuplé. Comme en témoigne le papyrus Thmouis, la peste s’ajoutait à des difficultés agraires, économiques et sociales. Des brigands ravageaient la région, les paysans fuyaient des impôts trop lourds. Les années 160 marquèrent durablement la démographie égyptienne.
En Asie, c’est sans doute l’épidémie qu’Aelius Aristide décrit à Éphèse vers 165. Des oracles du sanctuaire de Claros vers Colophon mentionnant des pestes ont été mis en rapport avec l’épidémie, mais leur datation est incertaine, et si certains se réfèrent probablement à l’épidémie antonine, d’autres ne peuvent concerner qu’une épidémie locale antérieure ou postérieure. On a parfois interprété ces oracles comme le signe d’un âge d’angoisse, d’un tournant dans les « mentalités ». Il faut fortement relativiser de tels jugements ainsi que l’a montré Peter Brown, les oracles attestent plutôt de la vitalité de la religiosité traditionnelle.

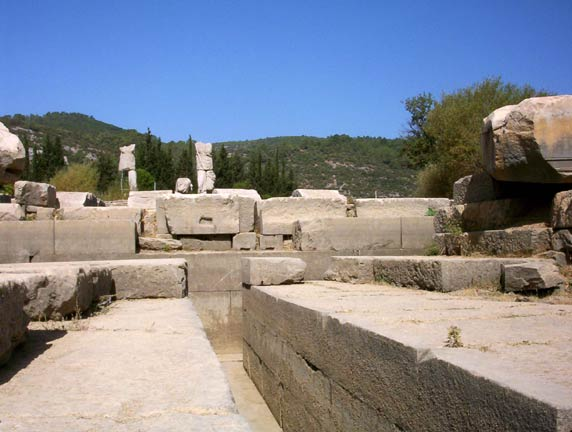
Vue actuelle du site de Claros, d'où furent donnés plusieurs oracles contre des épidémies au IIe siècle

Alexandre d’Abonotichos et son dieu Glycon ont aussi donné un oracle contre la peste, dont le texte a été retrouvé à Antioche. Cet oracle illustre les liens qu’Alexandre entretenait avec la religiosité ordinaire de son temps, mais participe aussi sans doute de sa stratégie d’approche des cercles de la vie politique de l’Empire : l’épidémie avait alors touché son centre, Rome et l’Italie.
L’arrivée et l’extension de l’épidémie en Italie sont bien connues grâce aux ouvrages de Galien. Il est fort possible que le départ précipité de ce dernier, en 166, s’explique par le désir de fuir l’épidémie. Mais Galien fut rappelé de Pergame par les empereurs et dut rentrer en Italie. Les deux empereurs, Marc Aurèle et Lucius Verus, avaient en effet massé d’importantes troupes dans le nord de l’Italie, à Aquilée, pour faire face aux menaces barbares dans les régions danubiennes. Les troupes furent sévèrement touchées par l’épidémie dans l’hiver 168-169, et les empereurs firent appel à de nombreux médecins, dont Galien. Ce dernier put ensuite rester en Italie et fut un des médecins les plus importants de la cour impériale. La violence de l’épidémie contraignit alors les empereurs à retourner à Rome, Verus trouvant la mort sur le chemin du retour, mais par apoplexie et non par la maladie.
L’épidémie semble avoir encore duré un certain temps. Rien de certain cependant ne permet d’assurer que c’est bien elle qui tua Marc Aurèle en 180. L'authenticité de l’inscription qui la mentionnait, sur l'album du culte de Mithra de Virunum, en Norique en 182 a récemment été remise en cause : l'allusion à la peste aurait été le résultat d’une falsification moderne selon W. Hameter. Mais l'examen d'un estampage de l'inscription en question par M.G. Schmidt  a infirmé cette thèse .
Des fouilles archéologiques effectuées récemment à Gloucester, dans le cimetière romain de Wooton, ont révélé une fosse commune datant de la seconde moitié du IIe siècle et contenant 91 corps. Les squelettes ne présentant pas de traumatisme mais ayant été inhumés de manière peu organisée, on se trouve peut-être en présence d'une sépulture de catastrophe liée à une épidémie : il est donc possible qu'il s'agisse de victimes de la peste antonine, . Il a toutefois été observé que d'autres interprétations étaient possibles pour cette sépulture collective et qu'il pourrait s'agir d'une fosse commune destinée aux plus pauvres, un puticulus.
Il est rare de retrouver des charniers liés à la peste Antonine, car à cette période de l'Antiquité, l'incinération était la pratique la plus répandue, même si toutefois, une minorité de la population se faisait inhumer. 
En général, ce sont les sources les plus tardives comme Orose, Eutrope ou l’Histoire Auguste qui insistent sur les dégâts occasionnés par la peste.
Durant le règne de Commode, une épidémie semblable toucha la ville de Rome vers 190 et Dion Cassius et Hérodien assurent qu’elle se répandit dans tout l’Empire. Cet épisode, qui prend place dans un contexte de disette et qui peut être un retour de la peste antonine, est cependant bien moins connu.

## Interprétations et bilan de l’épidémie

### Paléodiagnostic
La peste antonine a suscité de nombreux travaux historiques. La nature exacte de la maladie a été discutée. Le terme de peste ne doit pas induire en erreur, il ne renvoie pas en effet à la maladie aujourd’hui connue sous ce nom et qui frappa durement l’Europe au Moyen Âge. Le terme de peste n’est ici qu’une traduction des termes latin lues ou pestis ou encore du grec loimos. L’usage du terme « pestilence » en place de peste est d’ailleurs aujourd’hui recommandé par certains chercheurs. Depuis les recherches de R. J. et M. L. Littman (1973), on considère le plus souvent qu’il s’agissait d’une importante épidémie de variole. Il est cependant difficile d’atteindre une certitude absolue concernant ce paléodiagnostic, la médecine antique ignorant les micro-organismes et l’idée de contagion ne considérait pas les symptômes comme les médecins contemporains, à savoir comme les signes d’une infection par un agent infectieux invariant, mais comme les indices d’un déséquilibre interne spécifique à chaque patient. Pour C. Haas et D. Gourevitch les témoignages laissent penser à la variole ou à une maladie proche. En 2018, un consensus admet que la peste antonine était vraisemblablement une épidémie de variole,.
La question est aussi posée de savoir si cette épidémie est le signe d’un changement dans le régime des maladies de l’Empire et dans son équilibre microbien, ce que l’on appelle la pathocénose depuis Mirko Grmek. Là encore, les données étant très parcellaires il est difficile de se prononcer avec une certitude absolue.
La peste antonine aurait été favorisée par un climat particulièrement froid, selon des travaux publiés en 2024. À partir du deuxième siècle, les conditions deviennent de plus en plus fraîches et de plus en plus sèches dans l'Empire romain, coïncidant alors avec trois pandémies, notent les chercheurs. De plus, le stress induit par le climat pourrait avoir joué un rôle de déclencheur ou d’amplificateur d’une épidémie, dans l’apparition ou l’intensification de la mortalité épidémique.

### Bilan
Le paléodiagnostic est cependant important car il entraîne des conséquences quant au bilan de l’épidémie. Ce dernier a été fort discuté. Pendant longtemps l’impact de l’épidémie fut jugé très important, certains y voyant même le début, ou la cause, de la fin de l’Empire romain, affaibli par la dépopulation. De telles évaluations concordaient avec une historiographie qui dévalorisait l’Antiquité tardive et voyait dans le règne de Marc Aurèle une césure immense.
James Gilliam, en 1961, dans un article de synthèse fondateur et encore incontournable, revint nettement sur ces exagérations des conséquences de la peste, appuyé en cela quelques années plus tard par les travaux de Littman. Cependant son travail très souvent cité ne voit pas ses conclusions toujours suivies. Ainsi E. Lo Cascio considère que la peste antonine est une rupture forte dans l’histoire de la démographie de l’Italie antique. Il est cependant très difficile de confirmer un tel jugement sur le terrain et dans l’archéologie. La pratique archéologique de prospection au sol à grande échelle (survey) permet de mieux connaître les rythmes d’occupation du sol, et donc d’une certaine manière la démographie, mais d’une part ne peut pas réellement retrouver un évènement aussi ponctuel et d’autre part a du mal à différencier une dépopulation absolue d’une transformation du mode d’habitat et de sa répartition.
Plus récemment, de nombreux articles ont été consacrés à l’épidémie à la suite d’un travail de Richard P. Duncan-Jones (1996). Ce dernier a choisi une approche statistique pour évaluer les conséquences de l’épidémie. Il mit en évidence les perturbations – lacunes marquées – dans les séries quantitatives des sources pour les années correspondant à l’épidémie : ainsi la production monétaire romaine chute très fortement en 167, ainsi que le nombre d’inscriptions datées de ces années et conservées. Cette chute serait la conséquence des effets destructeurs de l’épidémie et de la perturbation qu’elle occasionna dans la démographie et l’économie romaine. R. P. Duncan-Jones plaidait alors pour une évaluation très forte de l’impact de la peste.
Son travail, dont l’originalité et l’apport ont été amplement reconnus, a depuis reçu plusieurs critiques qui modèrent considérablement ses conclusions. D’une part un certain nombre de travaux ont corrigé certaines des statistiques avancées, diminuant les lacunes et donc l’impact présumé de l’épidémie, ou mettant en avant des séries ne reflétant pas ces lacunes. D’autre part des travaux ont attiré l’attention sur la rapidité de la reprise après la perturbation, signe que ses conséquences dans le temps furent limitées, la prospérité étant retrouvée sous les Sévères. Enfin il a été observé que les lacunes dans ces séries ne sont pas attribuables qu’à la peste mais qu’il faut aussi tenir compte des autres difficultés du règne de Marc Aurèle : famines, guerres, pression fiscale accrue, etc. De ces derniers travaux, qui plaident pour un bilan modéré, le tableau d’une épidémie importante ressort sans pour autant en faire une rupture absolue. Si R. P. Duncan Jones et Y. Zelener proposent une mortalité très forte, de l’ordre de 25 à 33 %, l’estimation proposée par Littman est donc plutôt retenue, soit une mortalité moyenne de 7 à 10 % avec des pics supérieurs à 15 % en zone urbaine, avec un total de peut-être 7 à 10 millions de morts supplémentaires entre 166 et 189 pour une population totale de l'Empire estimée actuellement à 64 millions d'habitants en 164. La question est donc posée du rôle de la peste antonine dans les difficultés de l'Empire romain après le deuxième siècle,.